# Wielgoszcz (województwo zachodniopomorskie)
Wielgoszcz (niem. Konraden) – wieś sołecka w Polsce położona w województwie zachodniopomorskim, w powiecie choszczeńskim, w gminie Recz. W latach 1975–1998 miejscowość administracyjnie należała do województwa gorzowskiego. W roku 2007 wieś liczyła 37 mieszkańców. 

## Geografia
Wieś leży ok. 1 km na północny wschód od Recza, na skrzyżowaniu drogi krajowej nr 10 z drogą wojewódzką nr 151.

## Historia
Po raz pierwszy w źródłach wieś Conradesdorf (Conraden) pojawia się pod koniec XIII wieku jako część uposażenia klasztoru cysterek z Recza. Niestety brak późniejszych danych dotyczących tych dóbr. Niektóre źródła podają, że od 1370 r. do XVI wieku Wielgoszcz należała do lenna Wedlów z Recza. Po sekularyzacji w 1552 r. dóbr kościelnych przez margrabiego utworzono domenę recką siedzibę urzędu (amt), w dawnych zabudowaniach klasztornych. W 1825 r. po wykupieniu przez Recz praw do folwarku i wytyczeniu granic, pozostałe dobra domeny w 1826 r. zostały sprzedane jako dzierżawa generalna w prywatne ręce. W 1829 r. rozebrano pozostałości kościoła klasztornego, w latach 1834–1835 zburzono resztę zabudowań poklasztornych, część materiału rozbiórkowego wykorzystano przy wznoszeniu zabudowy nowo powstałego folwarku Wielgoszcz (Konraden). 1 sierpnia 1895 r. otwarto oficjalnie linię kolejową na trasie Kalisz Pomorski – Drawno – Choszczno. W tym czasie połączenie kolejowe z Kaliszem Pomorskim posiadał także Recz, ostateczne zakończenie robót na trasie do Stargardu nastąpiło w 1896 r. Z tego właśnie okresu pochodzi kamienno-ceglany wiadukt w Wielgoszczy. Przypuszczalnie do 1945 r. był to majątek państwowy, działała tu gorzelnia i krochmalnia. W czasie II wojny światowej w majątkach Pomień i Wielgoszcz pracowali jako robotnicy przymusowi polscy jeńcy wojenni. Po wojnie majątek (park, dwór i przyległe grunty zostały rozebrane w latach 50.) upaństwowiono, później powstało tu Państwowe Gospodarstwo Rolne, zabudowania zostały natomiast przyznane rolnikom indywidualnym.